# Покровское (Калининский район)
Покровское — село в Калининском районе Тверской области, входит в состав Бурашевского сельского поселения. 

## География
Село расположено в 13 км на юг от центра поселения села Бурашево и в 22 км на юг от Твери.

## История
Церковь Покрова Пресвятой Богородицы в селе построена вместо деревянного храма 1718 г. на средства прихожан в 1803-15 годах. В трапезной размещались приделы Успения (освящен в 1809 г.) и Богоявления (устроен, по-видимому, только в 1850-е годы).
В конце XIX — начале XX века село входило в состав Ильинской волости Тверского уезда Тверской губернии. 
С 1929 года деревня являлась центром Покровского сельсовета Тургиновского района Тверского округа Московской области, с 1935 года — в составе Алексеевского сельсовета Калининской области, с 1963 года — в составе Езвинского сельсовета Калининского района, с 2005 года — в составе Бурашевского сельского поселения.

## Население
| 1859 | 1886 | 2002 | 2010 |
| ---- | ---- | ---- | ---- |
| 98   | ↗121 | ↘18  | ↘15  |

## Достопримечательности
В селе расположена действующая Церковь Покрова Пресвятой Богородицы (1815).